# Strada statale 82 (Polonia)
La strada statale 82 (sigla DK 82, in polacco droga krajowa 82) è una strada statale polacca che attraversa il Paese da Lublino a Włodawa.